# Ciudades Bicentenario

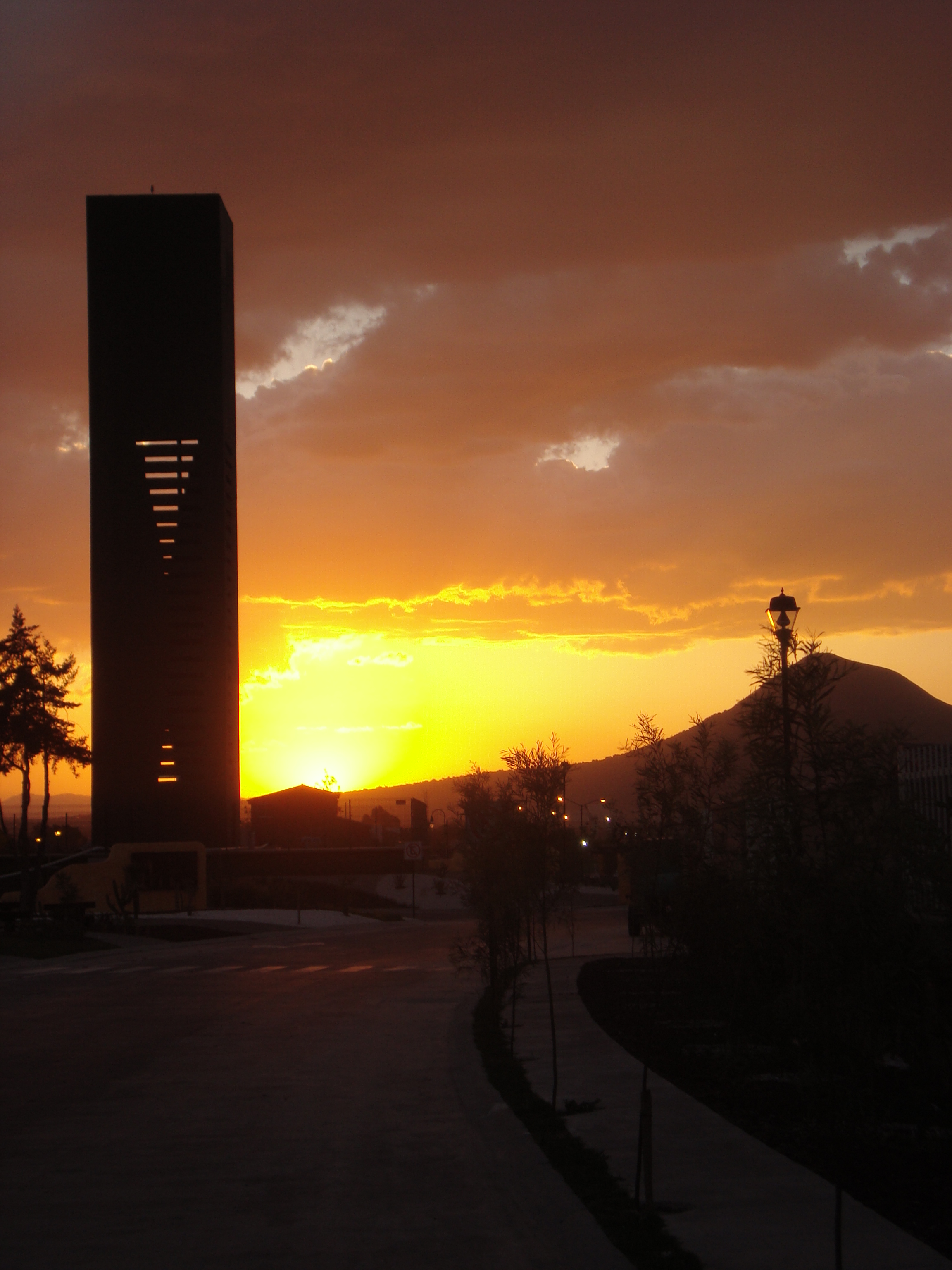
Unidades habitacionales en Huehuetoca, como parte de ambicioso proyecto de las Ciudades Bicentenario.

Ciudades Bicentenario fue un proyecto de ordenamiento territorial y gestión urbana implementado por el Gobierno del Estado de México a través de la Secretaría de Desarrollo Urbano de la entidad. Este programa fue anunciado el 7 de junio de 2007 por la titular de esa dependencia mexiquense, Marcela Velasco González, aunque inició hasta el año 2008.  El objetivo del programa era: 

estructurar el ordenamiento de la entidad, recibir una parte sustantiva del crecimiento poblacional generado en la entidad, atraer inversión pública y privada para generar el desarrollo económico y social de las diferentes regiones del estado, esto es hacer una ciudad sustentable

El programa se implementó en los municipios de Atlacomulco, Almoloya de Juárez y Jilotepec en la región de Toluca, y Huehuetoca, Tecámac y Zumpango en el valle de México. Fueron elegidos como ciudades bicentenario a través de proyectos viales y carreteras de nivel regional, estatal —como el Circuito Exterior Mexiquense— y a nivel nacional —como el Arco Norte—.
Los planteamientos de investigación fueron, según Marcela Velazco González, exdirectora de Desarrollo Urbano del estado, el contar con suficientes recursos naturales para zona urbanizable y una factibilidad de dotación de agua, así como con infraestructura de energía eléctrica disponible, lo cual les llevaría a tener un potencial para el desarrollo económico y con posibilidades de despertar el interés de empresarios para invertir en esos lugares, ya sea para proyectos de desarrollo económico o desarrollo urbano.